# Сёва (Яманаси)
Сёва (яп. 昭和町 Сё:ва-тё:) — посёлок в Японии, находящийся в уезде Накакома префектуры Яманаси. Площадь посёлка составляет 9,14 км², население — 18 873 человека (1 августа 2014), плотность населения — 2064,88 чел./км².

## Географическое положение
Посёлок расположен на острове Хонсю в префектуре Яманаси региона Тюбу. С ним граничат города Минамиарупусу, Кофу, Каи, Тюо.

## Население
Население посёлка составляет 18 873 человека (1 августа 2014), а плотность — 2064,88 чел./км². Изменение численности населения с 1980 по 2005 годы:
| 1980 | 8751 чел.   |  |
| 1985 | 10 700 чел. |  |
| 1990 | 12 548 чел. |  |
| 1995 | 14 590 чел. |  |
| 2000 | 15 937 чел. |  |
| 2005 | 16 764 чел. |  |

## Символика
Деревом посёлка считается камелия, цветком — Astragalus sinicus, птицей — полевой жаворонок.